# Marja' al-taqlid

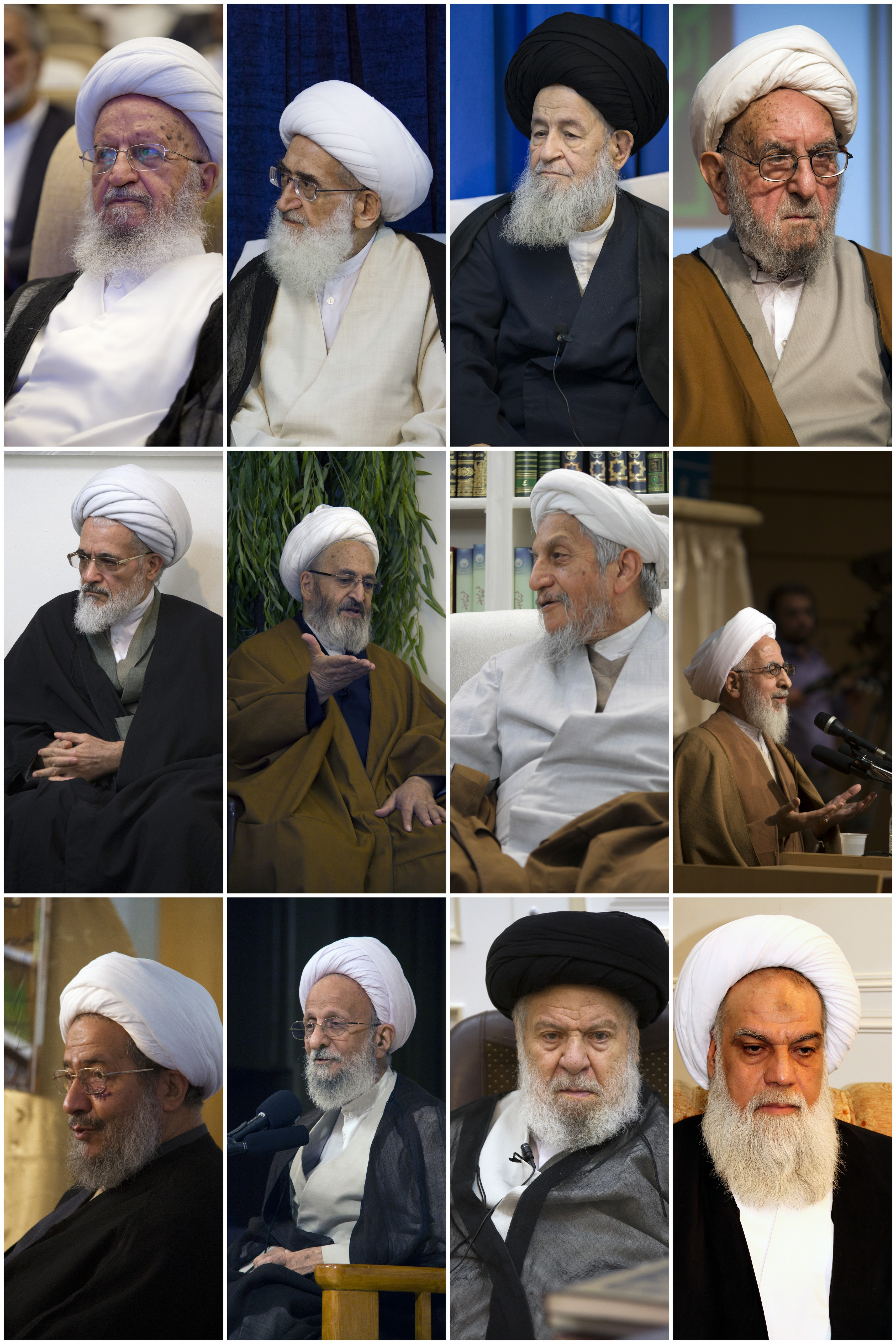

Marja (arabiska / persiska: مرجع) (plural: maraji), även Marja' al-taqlid eller Marja Dini (arabiska / persiska: مرجع تقليد / مرجع ديني), som ordagrant betyder "källa att imitera / följa" eller "religiös referens", är en titel inom shiaislam som bärs av en storayatolla med auktoritet att ta rättsliga beslut inom gränserna för islamisk lag för att ledsaga elever och präster med lägre auktoritet. Efter Koranen samt profeterna och imamerna är en marja den högsta auktoriteten på religiösa lagar inom shiaislam.
Under 1800- och 1900-talet har det blivit vanligt att betrakta en mindre del av de som vid ett givet tillfälle bär titeln ayatolla som särskilt framstående. Dessa betecknas då marja' al-taqlid, det vill säga personer man försöker efterlikna på det personliga planet med avseende på uppträdande, hållning och levnadssätt.
I nutid gäller att den som är marja vanligen också är storayatolla.
En ayatolla blir marja och storayatolla när han blir en hyllad lärare i sin hawza och hans elever och anhängare litar på att han kan svara på deras frågor. De ber honom då att publicera sin juridiska bok som kallas resalah och innehåller praktiska avgöranden ordnade efter ämnen. Den behandlar rituell renhet, bön, sociala frågor, ekonomiska och politiska frågor samt ayatollans fatwor om olika ämnen enligt hans kunskap om de mest autentiska islamiska källorna och deras tillämpning på nutida liv.
Enligt ett tillkännagivande från år 2014 anser Gemenskapen av seminarielärare i Qom att det är tillåtet att göra taqlid till följande ayatollor: Seyyed Ali Khamenei, sheikh Hosein Vahid Khorasani, Seyyed Mousa Shobeiri Zanjani, sheikh Naser Makarem Shirazi, Sayyid Ali Sistani och Hosein Nouri Hamedani.